# Sakoanala madagascariensis
Sakoanala madagascariensis là một loài loài thực vật họ Đậu (Fabaceae).
Loài này chỉ có ở Madagascar.